# Campeonato de Primera División 1949 (Argentina)
El Campeonato de Primera División 1949 fue la decimonovena temporada y el vigésimo primer torneo de la era profesional de la Primera División de Argentina. Su fase regular se jugó en dos ruedas de todos contra todos, entre el 18 de abril y el 8 de diciembre, aunque el descenso se terminó de definir el 16 de febrero de 1950.
El campeón fue el Racing Club, dirigido por Guillermo Stábile, que se consagró tras vencer 2–1 a Boca Juniors como visitante, en un encuentro correspondiente a la vigésima octava fecha. De esta manera, alcanzó su décimo título —el primero en la era profesional—, cortando una sequía de 24 años sin este certamen, y clasificó a la Copa Adrián C. Escobar 1949 junto a los seis mejores ubicados del torneo.

## Ascensos y descensos
| Pos   | Ascendidos de la Segunda División 1948 |
| ----- | -------------------------------------- |
| Prom. | Ferro Carril Oeste                     |
| Prom. | Atlanta                                |

| Descendidos de la temporada 1948 |
| -------------------------------- |
| No hubo                          |

De esta manera, los participantes se aumentaron a 18.

## Equipos
| Equipo             | Ciudad       |
| ------------------ | ------------ |
| Atlanta            | Buenos Aires |
| Banfield           | Banfield     |
| Boca Juniors       | Buenos Aires |
| Chacarita Juniors  | Buenos Aires |
| Estudiantes        | La Plata     |
| Ferro Carril Oeste | Buenos Aires |
| Gimnasia y Esgrima | La Plata     |
| Huracán            | Buenos Aires |
| Independiente      | Avellaneda   |
| Lanús              | Lanús        |
| Newell's Old Boys  | Rosario      |
| Platense           | Buenos Aires |
| Racing Club        | Avellaneda   |
| River Plate        | Buenos Aires |
| Rosario Central    | Rosario      |
| San Lorenzo        | Buenos Aires |
| Tigre              | Victoria     |
| Vélez Sarsfield    | Buenos Aires |

### Distribución geográfica de los equipos
| Región                 | Cant. | Equipos |
| ---------------------- | ----- | --- |
| Ciudad de Buenos Aires | 9     | Atlanta, Boca Juniors, Chacarita Juniors, Ferro Carril Oeste, Huracán, Platense, River Plate, San Lorenzo y Vélez Sarsfield |
| Conurbano bonaerense   | 5     | Banfield, Independiente, Lanús, Racing Club y Tigre                                                                         |
| Ciudad de La Plata     | 2     | Estudiantes y Gimnasia y Esgrima                                                                                            |
| Ciudad de Rosario      | 2     | Newell's Old Boys y Rosario Central                                                                                         |

## Tabla de posiciones final
| Pos. | Equipo                  | Pts. | PJ | PG | PE | PP | GF | GC | Dif. |
| ---- | ----------------------- | ---- | -- | -- | -- | -- | -- | -- | ---- |
| 1.º  | Racing Club             | 49   | 34 | 21 | 7  | 6  | 87 | 47 | 40   |
| 2.º  | River Plate             | 43   | 34 | 18 | 7  | 9  | 71 | 36 | 35   |
| 3.º  | Platense                | 43   | 34 | 16 | 11 | 7  | 68 | 48 | 20   |
| 4.º  | San Lorenzo             | 42   | 34 | 17 | 8  | 9  | 72 | 62 | 10   |
| 5.º  | Newell's Old Boys       | 41   | 34 | 15 | 11 | 8  | 61 | 50 | 11   |
| 6.º  | Estudiantes (LP)        | 38   | 34 | 13 | 12 | 9  | 53 | 54 | −1   |
| 7.º  | Vélez Sarsfield         | 35   | 34 | 15 | 5  | 14 | 49 | 52 | −3   |
| 8.º  | Chacarita Juniors       | 33   | 34 | 14 | 5  | 15 | 57 | 61 | −4   |
| 9.º  | Independiente           | 33   | 34 | 12 | 9  | 13 | 65 | 72 | −7   |
| 10.º | Banfield                | 32   | 34 | 11 | 10 | 13 | 70 | 77 | −7   |
| 11.º | Gimnasia y Esgrima (LP) | 30   | 34 | 11 | 8  | 15 | 54 | 58 | −4   |
| 12.º | Rosario Central         | 29   | 34 | 12 | 5  | 17 | 62 | 67 | −5   |
| 13.º | Ferro Carril Oeste      | 29   | 34 | 10 | 9  | 15 | 47 | 59 | −12  |
| 14.º | Atlanta                 | 29   | 34 | 14 | 1  | 19 | 48 | 64 | −16  |
| 15.º | Boca Juniors            | 27   | 34 | 10 | 7  | 17 | 52 | 58 | −6   |
| 16.º | Tigre                   | 27   | 34 | 9  | 9  | 16 | 52 | 68 | −16  |
| 17.º | Huracán                 | 26   | 34 | 9  | 8  | 17 | 47 | 57 | −10  |
| 18.º | Lanús                   | 26   | 34 | 9  | 8  | 17 | 59 | 84 | −25  |

|  | Campeón.                         |
|  | Descendió a la segunda división. |

## Desempate del segundo puesto
| Partidos    | Partidos  | Partidos    | Partidos     | Partidos        | Partidos |
| Equipo 1    | Resultado | Equipo 2    | Estadio      | Fecha           |          |
| ----------- | --------- | ----------- | ------------ | --------------- | -------- |
| River Plate | 2 - 1     | Platense    | El Gasómetro | 14 de diciembre |          |
| Platense    | 0 - 4     | River Plate | El Gasómetro | 26 de diciembre |          |

## Desempate por el descenso
| Partidos | Partidos  | Partidos | Partidos        | Partidos              | Partidos |
| Equipo 1 | Resultado | Equipo 2 | Estadio         | Fecha                 |          |
| -------- | --------- | -------- | --------------- | --------------------- | -------- |
| Huracán  | 1 - 0     | Lanús    | El Gasómetro    | 18 de diciembre       |          |
| Lanús    | 4 - 1     | Huracán  | La Doble Visera | 24 de diciembre       |          |
| Huracán  | 3 - 3     | Lanús    | El Gasómetro    | 8 de enero de 1950    |          |
| Lanús    | 2 - 3     | Huracán  | Monumental      | 16 de febrero de 1950 |          |

|  | Descendió a la segunda división. |

## Descensos y ascensos
Lanús descendió a Primera B, siendo reemplazado por Quilmes para el Campeonato de Primera División 1950.

## Goleadores
| Jugador              | Jugador           | Goles | Equipo                                 |
| -------------------- | ----------------- | ----- | -------------------------------------- |
| Bandera de Argentina | Juan José Pizzuti | 26    | Banfield                               |
| Bandera de Argentina | Llamil Simes      | 26    | Racing Club                            |
| Bandera de Argentina | Isaac Scliar      | 20    | Tigre - Boca Juniors - Vélez Sarsfield |
| Bandera de Argentina | Santiago Vernazza | 20    | Platense                               |
| Bandera de Argentina | Alfredo Runzer    | 19    | Atlanta                                |

## Copas nacionales
Durante la temporada se jugó también la Copa Adrián C. Escobar, cuyo ganador fue el Club Atlético Newell's Old Boys.